# Eritoran
Eritoran è un farmaco in corso di sperimentazione per il trattamento dei casi più gravi di sepsi, che è una risposta infiammatoria eccessiva a seguito di una infezione.
È un brevetto della casa farmaceutica giapponese Eisai Co. ed è somministrato per via endovenosa nella forma del sale sodico, eritoran tetrasodium.
Nella fase III del trial clinico, Eritoran non ha mostrato un'efficacia maggiore degli altri trattamenti esistenti per la sepsi.